# Qingshan (köpinghuvudort i Kina, Jilin Sheng, lat 45,74, long 122,86)
Qingshan (kinesiska: 青山, 青山镇) är en köpinghuvudort i Kina. Den ligger i provinsen Jilin, i den nordöstra delen av landet, omkring 280 kilometer nordväst om provinshuvudstaden Changchun. Antalet invånare är 12 538. Befolkningen består av 6 161 kvinnor och 6 377 män. Barn under 15 år utgör 13,0 %, vuxna 15-64 år 78 %, och äldre över 65 år 8,0 %.
Runt Qingshan är det tätbefolkat, med 427 invånare per kvadratkilometer. Närmaste större samhälle är Baicheng, 14,8 km söder om Qingshan. Trakten runt Qingshan består till största delen av jordbruksmark.
Genomsnittlig årsnederbörd är 588 millimeter. Den regnigaste månaden är juli, med i genomsnitt 194 mm nederbörd, och den torraste är januari, med 4 mm nederbörd.